# Constel·lació de l'Ossa Major
L'Ossa Major (Ursa Major) és una constel·lació boreal. L'asterisme més destacat de l'Ossa Major és l'aplec de set estels anomenat popularment com el Carro Gran o els Set Frares, amb forma de carro o de cullerot, quatre estels en formen la caixa i tres, la cua. La cua del carro fa una corba que assenyala Artur (α Bootis) que és l'estel més lluent de la constel·lació del Bover. Si allarguem cinc vegades la distància entre els dos darrers estels de la caixa del carro cap al nord, trobarem la Polar.

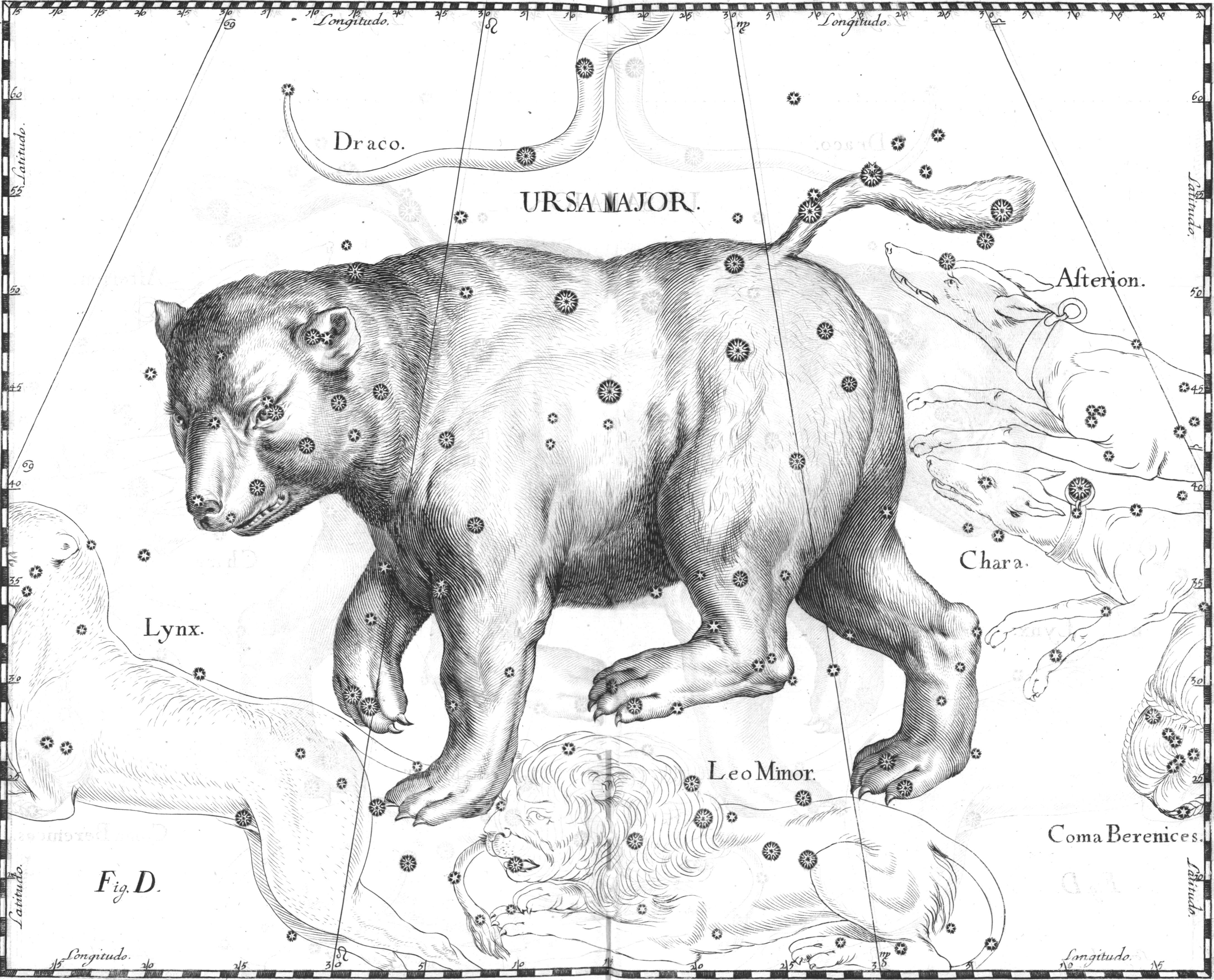
Il·lustració de Joahannes Hevelius (1611-1687) a la seva Uranographia.

Delimitació de la constel·lació de l'Ossa Major.

## Història
El nom en àrab de l'Ossa Major és الدب الاكبر, que significa l'‘os gros'. Fou adaptat a l'àrab per l'astrònom persa Abd-ar-Rahman as-Sufí (903-986) basant-se en el llibre Almagest de Ptolemeu.

### Mitologies grega i romana

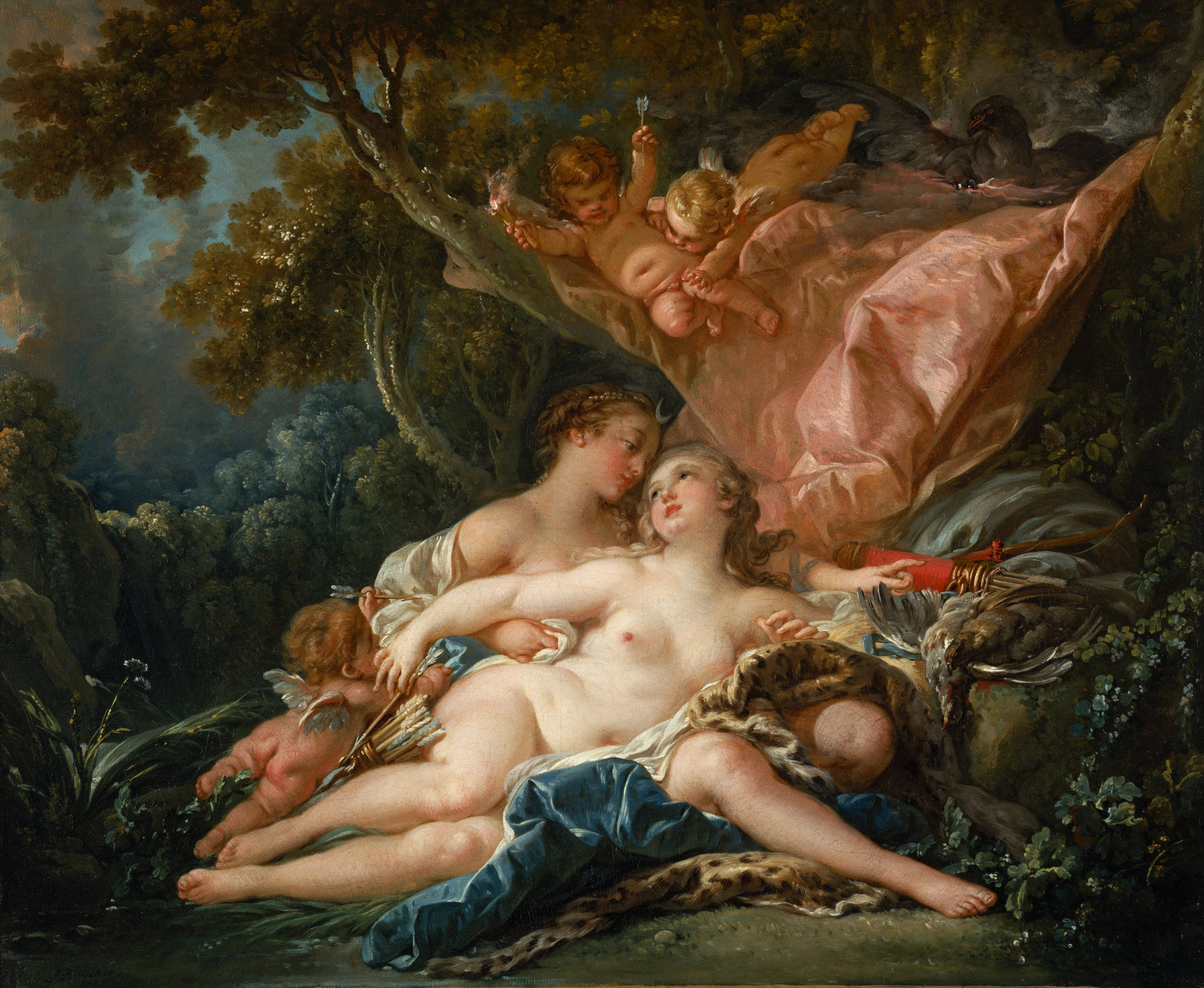
La nimfa Cal·listo seduïda per Júpiter sota l'aparença de Diana, François Boucher (1759).

Segons el poema narratiu les Metamorfosis d'Ovidi (43 aC- 17 o 18), Cal·listo, filla de Licàon rei d'Arcàdia, era una nimfa que estava al servei de la deessa de la caça, Diana, la qual exigia a les seves companyes la mateixa castedat que ella practicava. Tanmateix, Cal·listo fou seduïda per Júpiter, el deu suprem de l'Olimp, sota l'aparença de Diana. Un dia que anaren a banyar-se a un riu totes les nimfes es despullaren excepte Cal·listo que no volgué perquè estava embarassada de Júpiter. Les seves companyeres la desvestiren a la força i Diana s'adonà que Cal·listo havia perdut la seva virginitat. Diana l'expulsà de la seva companyia i donà a llum a Arcas. Juno, l'esposa de Júpiter, la castigà de moltes maneres i finalment la transformà en ossa, condemnant-la a viure la seva vida vagant sola pel bosc. Un dia Arcas, que s'havia convertit en un caçador excel·lent, estigué a punt de matar-la. Espantat, Júpiter, els acollí i els pujà al cel en un remolí per viure entre les estrelles, convertint-los en constel·lacions, l'Ossa Major i del Bover (el guardià de les osses). Per pujar Cal·lixto l'agafà de la cua, que s'allargà més del que és habitual en aquests animals. Però Juno s'enfurià perquè el seu marit col·loqués la seva amant i el seu fill al cel, i hagueren de fer un tracte per apaivagar-la. S'acordà que l'Ossa Major no s'endinsaria mai a l'oceà on hi descansen les altres constel·lacions quan es posen, i quedaria donant voltes eternament a l'estel del Nord.
En altres versions està relacionada al mite de Cinosura, una nimfa de l'illa de Creta. Hi ha tradicions que diuen que aquesta nimfa crià Zeus acabat de néixer, juntament amb la nimfa Hèlice, a l'illa de Creta. Cronos perseguí ambdues i Zeus, per salvar-les, les transformà en dues constel·lacions, l'Ossa Major i l'Ossa Menor, i Zeus adoptà la forma de la constel·lació del Dragó.

### Altres cultures

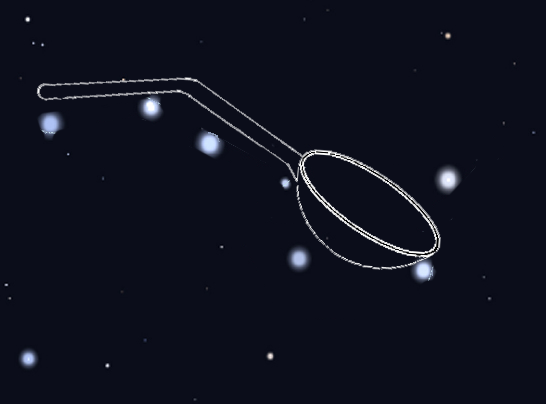
El Cullerot

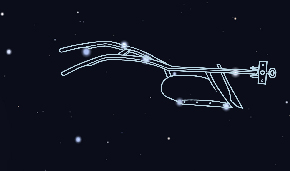
L'Arada.

Els romans anomenaven la constel·lació Septentrio, o ‘set bous d'arada’, tot i que només dues de les set estrelles representaven bous, mentre que les altres formaven un carro. A l'edat mitjana a Anglaterra l'anomenaven l'Arada perquè hi veien dibuixada aquesta eina. A França en deien el Cullerot i passà a les seves colònies de Nord-amèrica. A Alemanya en deien en Garn Carro.
L'Ossa Major s'associa amb moltes formes variades en diferents cultures, des del camell, el tauró i la mofeta fins a la falç, el bushel i la canoa. Els xinesos coneixen les set estrelles més brillants, o Tseih Sing, com el Govern, o Pih Tow, la Mesura del Nord. En la llegenda hindú, les estrelles més brillants de l'Ossa Major representen els set savis i la constel·lació es coneix com Saptarshi. Els savis en qüestió són Bhrigu, Atri, Angirasa, Vasishta, Pulastya, Pulalaha i Kratu. En alguns contes nadius americans, el bol de l'Ossa Major representa un os gran i les estrelles que marquen el mànec són els guerrers que el persegueixen. Com que la constel·lació és bastant baixa al cel a la tardor, la llegenda diu que és la sang de l'os ferit la que fa que les fulles es tornin vermelles.

## Característiques

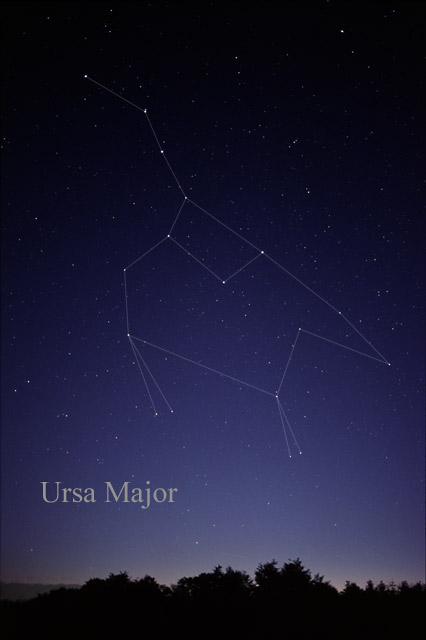
L'Ossa Major al cel nocturn.

L'Ossa Major és la tercera constel·lació més gran del cel, ocupant una àrea de 1 280 graus quadrats. Es troba al segon quadrant de l'hemisferi nord (NQ2) i es pot veure a latituds entre +90° i –30°. Les constel·lacions veïnes són Boötes, Camelopardalis, Canes Venatici, Coma Berenices, Draco, Leo, Leo Minor i Lynx.
La forma genitiva de l'Ossa Major, utilitzada en els noms d'estrelles, és Ursae Majoris. L'abreviatura de tres lletres, adoptada per la Unió Astronòmica Internacional (IAU) el 1922, és UMa. De les latituds dels Països Catalans, l'Ossa Major és molt a prop de l'estel Polar, raó per la qual és una constel·lació circumpolar, una de les constel·lacions que es veu durant tot l'any. Pel fet que la Polar és el punt central del tomb de l'esfera celeste, l'Ossa Major no pot ser mai tan baixa que no es pugui veure.
Hi ha 26 pluges de meteors associades a aquesta constel·lació. η Ursae Majòrids (codi NUM) poden ser deguts a restes del cometa 2003 QO104 i presenten un màxim d'activitat el 15 de maig. Els Ursae Majòrids d'octubre (codi OCU) presenten activitat entre el 12 i el 19 d'octubre amb el màxim el dia 15.

### Estrelles principals

#### Alioth

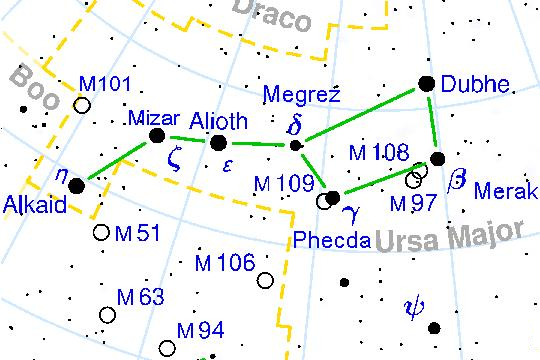
Posició de les vuit estrelles que formen l'asterisme de l'Ossa Major.

Alioth o ε de l'Ossa Major és l'estrella més brillant de l'Ossa Major i la 31a estrella més brillant del cel nocturn. Té una magnitud aparent d'1,76 i es troba a uns 81 anys llum de distància. El nom sembla tenir el seu origen en la primera edició de les Taules alfonsines. Podria provenir de l'àrab ‘al Ḥawar’, ‘el blanc de l'ull’ o ‘l'àlber blanc’. Alioth és l'estrella de la cua de l'ós més propera al cos de l'ós. Alioth pertany al grup en moviment de l'Ossa Major, un grup d'estrelles que inclou la majoria de les estrelles més brillants d'aquesta constel·lació i que comparteixen velocitats comunes a l'espai i es creu que tenen un origen comú. El grup en moviment de l'Ossa Major fou descobert el 1869 per l'astrònom anglès Richard A. Proctor (1837-1888), que descobrí que totes les estrelles de l'Ossa Major, a excepció d'Alkaid i Dubhe, tenen moviments adequats cap a un punt comú de la constel·lació de Sagitari. Les estrelles α Coronae Borealis, β Aurigae, δ Aquarii, γ Leporis i β Serpentis són membres perifèrics del grup. Alioth pertany a la classe espectral A0pCr. La p significa peculiar perquè l'espectre de llum de l'estrella és similar al d'una variable Alpha-2 Canum Venaticorum. Alioth presenta fluctuacions en les seves línies espectrals amb un període de 5,1 dies.

#### Dubhe
Dubhe o α de l'Ossa Major té una magnitud aparent d'1,79 i es troba a 123 anys llum de distància del Sistema Solar. És la segona estrella més brillant de l'Ossa Major. El nom Dubhe prové de l'àrab al Dubb, que significa ‘os', de la frase Thahr al Dubb al Akbar, o ‘l'esquena de l'os gros'. És una estrella gegant que pertany a la classe espectral K1 II-III. És una estrella binària espectroscòpica. L'acompanyant és una estrella de seqüència principal que pertany al tipus espectral F0 V. Completa l'òrbita al voltant de l'estrella més brillant cada 44,4 anys des d'una distància de 23 ua. Hi ha un altre sistema binari a unes 90 000 ua del parell principal, cosa que fa que α de l'Ossa Major sigui un sistema de quatre estrelles.

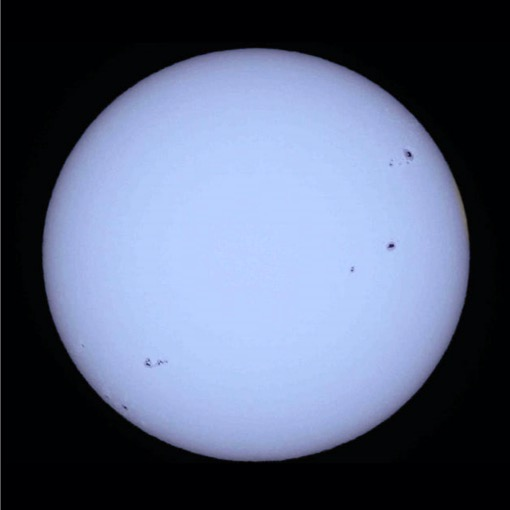
Representació artística de Merak.

#### Merak
Merak o β de l'Ossa Major és una estrella de la seqüència principal, a aproximadament 79,7 anys llum de distància, amb una magnitud visual de 2,37. Pertany a la classe espectral A1 V. L'estrella té un disc de restes de pols que l'orbita, un amb una massa del 0,27 % de la de la Terra. És 2,7 vegades més massiva que el Sol, té 2,84 vegades el radi i és unes 68 vegades més lluminosa. Pertany al Grup de Moviments de l'Ossa Major i és sospita que sigui una estrella variable. El nom Merak prové de l'àrab al Marakh, que significa ‘els lloms (de l'os)’.

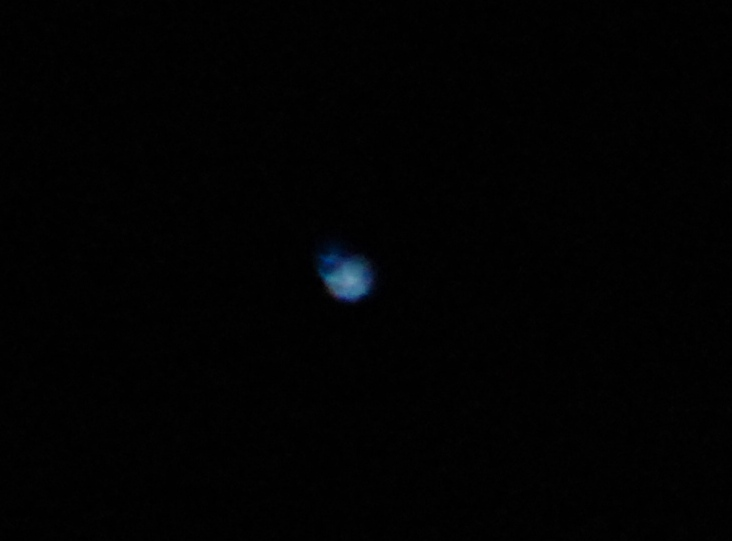
Fotografia de Merak o η de l'Ossa Major.

#### Alkaid
Alkaid o η de l'Ossa Major, o Elkeid o Benetnash, és l'estrella més oriental de l'asterisme de l'Ossa Major. És una estrella jove de seqüència principal que pertany a la classe espectral B3 V, a aproximadament 101 anys llum de distància. Té una magnitud aparent d'1,85 i és la tercera estrella més brillant de la constel·lació i també la 35a estrella més brillant del cel nocturn. Alkaid destaca per ser una de les estrelles més calentes que es poden veure sense prismàtics. Té una temperatura superficial de 20 000 K. L'estrella té sis masses solars i és unes 700 vegades més lluminosa que el Sol. Els noms tradicionals de l'estrella, Alkaid i Bennenatz o Benetnasch, provenen de la frase àrab al Ka'id Banat al Na'ash, que significa ‘l'alcaid de les filles de la barda’. Les tres estrelles que marquen el mànec de l'Ossa Major representen tres donzelles de dol (ε, ζ i η). Tot i ser la tercera estrella més brillant de l'Ossa Major, Alkaid fou designada η Ursae Majoris perquè l'astrònom alemany Johann Bayer (1572-1625) anomenà les estrelles de l'Ossa Major d'oest a est.

#### Phecda
Phecda o γ de l'Ossa Major és l'estrella inferior esquerra del bol de l'Ossa Major. El nom tradicional de l'estrella, Phecda, deriva de la frase àrab al Fakidh al Dubb al Akbar, que significa ‘la cuixa de l'os'. És una estrella de seqüència principal del tipus espectral A0 Ve. Té una magnitud visual de 2,438 i es troba a aproximadament 83,2 anys llum de distància. L'edat estimada de Phecda és de 300 milions d'anys. L'estrella es troba a només 8,55 anys llum del sistema estel·lar Mizar-Alcor.

#### Megrez
Megrez, δ de l'Ossa Major, és la més feble de les set estrelles brillants que formen l'asterisme de l'Ossa Major. El nom de l'estrella, Megrez, deriva de la paraula àrab al Maghrez, que significa ‘l'arrel de la cua’. És una estrella de seqüència principal del tipus espectral A3 V. Té una magnitud visual de 3,312 i es troba a aproximadament 58,4 anys llum de distància del Sistema Solar. És 14 vegades més lluminós que el Sol i té un 63 % més de massa. L'estrella emet un excés de radiació infraroja, que indica un disc de deixalles a la seva òrbita.

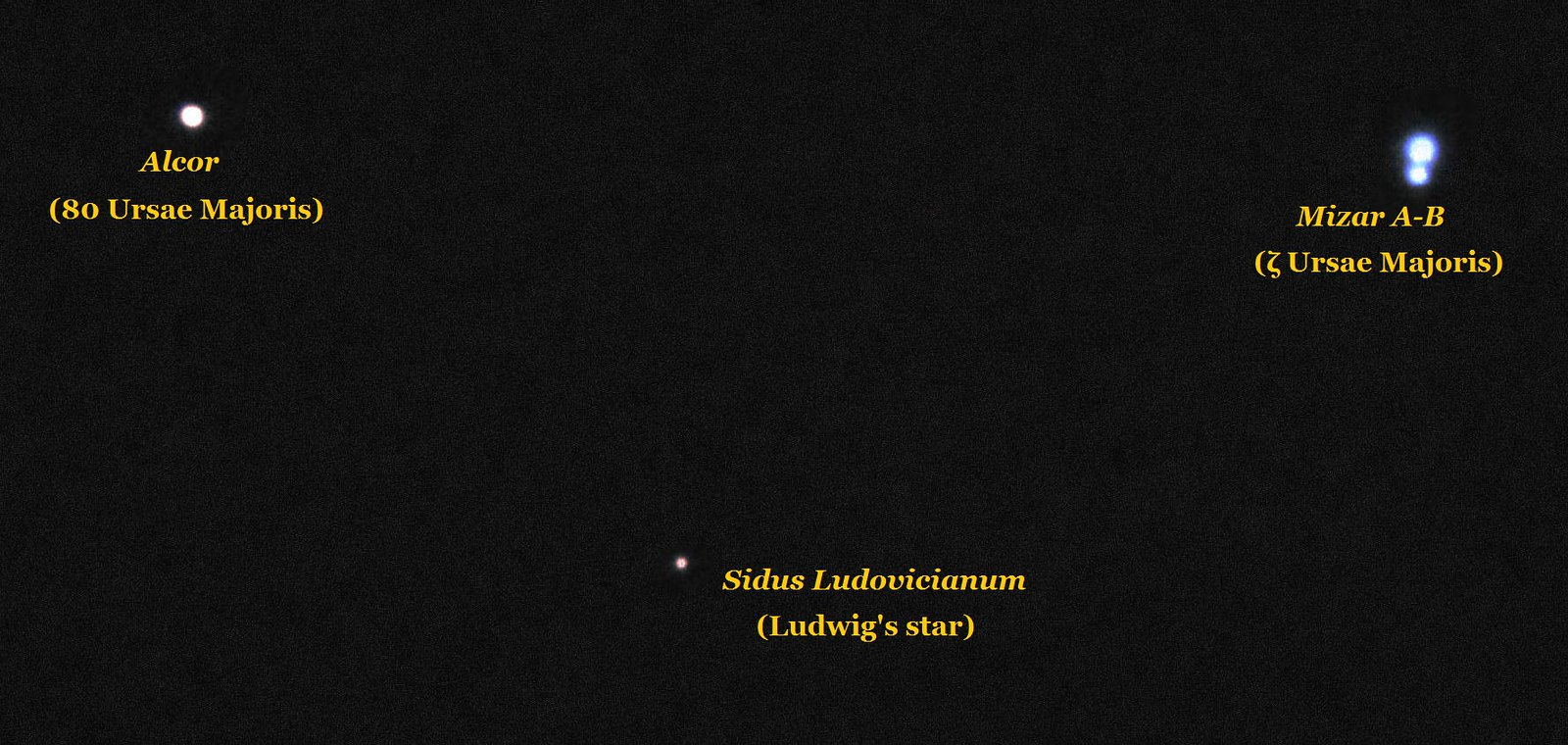
Mizar i Alcor.

#### Mizar
Mizar, ζ de l'Ossa Major, és un sistema format per dues estrelles binàries. És la segona estrella des del final del mànec de l'Ossa Major. El nom Mizar deriva de l'àrab al mi'zar, que significa ‘la faixa, el vel o els pantalons'. Mizar té una magnitud aparent de 2,23 i es troba a aproximadament 82,8 anys llum de distància. Fou la primera estrella doble fotografiada. El primer fotògraf i inventor nord-americà John A. Whipple i l'astrònom George P. Bond feren la foto del sistema binari el 1857 utilitzant una placa de col·lodió humida i el telescopi refractor de 15 polzades a l'Observatori de la Universitat Harvard. Bond també havia fotografiat anteriorment l'estrella Vega a la constel·lació de Lyra el 1850.

Sistema binari de W de l'Ossa Major.

### Altres estrelles i exoplanetes

#### Alcor
Alcor o 80 de l'Ossa Major és un company visual de Mizar, separades 1,1 anys llum. Pertany a la classe espectral A5V. El nom proé del persa (al) Khwar o Khawwar que vol dir ‘el feble’. Alcor té una magnitud visual de 3,99 i es troba a 81,7 anys llum de distància del Sistema Solar. Es va descobrir que Alcor era un sistema binari el 2009.

#### W de l'Ossa Major
W de l'Ossa Major és un prototip d'una classe d'estrelles conegudes com les variables W Ursae Majoris. És un sistema binari format per dues estrelles properes en una òrbita circular amb un període de 0,3336 dies. Les estrelles estan físicament tan a prop que els seus embolcalls exteriors estan en contacte directe. Cada estrella orbita l'altra durant cada cicle orbital, el que resulta en una disminució de la brillantor. La magnitud aparent del sistema varia entre 7,75 i 8,48. Les dues estrelles pertanyen a la classe espectral F8V.

#### Exoplanetes
A principis de 2024 s'havien detectat 58 exoplanetes en estrelles de l'Ossa Major. destaca els sistema amb tres exoplanetes cadascun: de 47 UMa (47 UMa b, un dels primers exoplanetes en ser descoberts, 47 UMa c i 47 UMa d), el de HAT-P-13 (HAT-P-13 b, HAT-P-13 c i HAT-P-13 d), el de HIP 57274 (HIP 57274 b, HIP 57274 c i HIP 57274 d) i el de Lalande 21185 (Lalande 21185 b, Lalande 21185 c i Lalande 21185 d). A d'altres sis sistemes s'han descobert dos exoplanetes.

### Galàxies i nebuloses

Galàxia de Bode o M81.

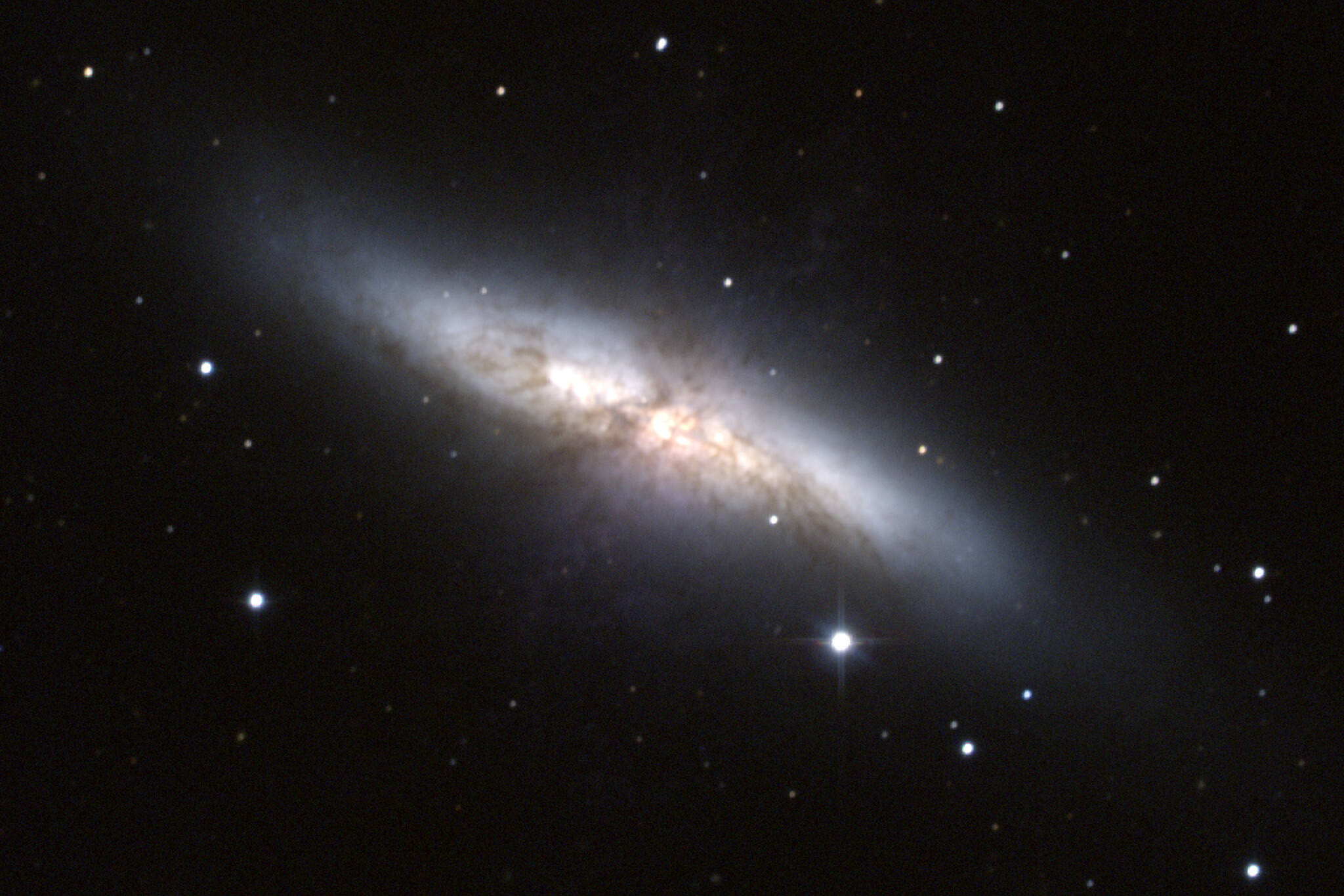
Galàxia del Cigar o M82.

#### Galàxia de Bode
Messier 81 o galàxia de Bode és una gran galàxia espiral situada a uns 11,8 milions d'anys llum de distància de la Terra, a uns 10 graus al nord-oest de Dubhe. A causa de la seva relativa proximitat i brillantor, amb una magnitud aparent de 6,94, M81 és un objectiu popular tant per a principiants com per a astrònoms professionals. La grandària aparent de la galàxia és de 26,9 x 14,1 minuts d'arc. Només s'ha descobert una supernova en ella: SN 1993J, al març de 1993. Fou descoberta per l'astrònom alemany Johann Elert Bode (1747-1826) el 1774. El 1779, Charles Messier identificà la galàxia de forma independent i l'inclogué al seu catàleg. És la més gran de les 34 galàxies del Grup M81, un dels grups de galàxies situats a la constel·lació de l'Ossa Major. Interactua amb les galàxies properes Messier 82 i la més petita NGC 3077. Com a resultat de les interaccions entre les galàxies, s'ha desprès hidrogen de totes tres i s'han format estructures filamentoses de gas al grup. Una altra conseqüència de les interaccions gravitacionals és l'activitat vigorosa de formació d'estrelles causada per gas interestel·lar que cau als centres de Messier 82 i NGC 3077.

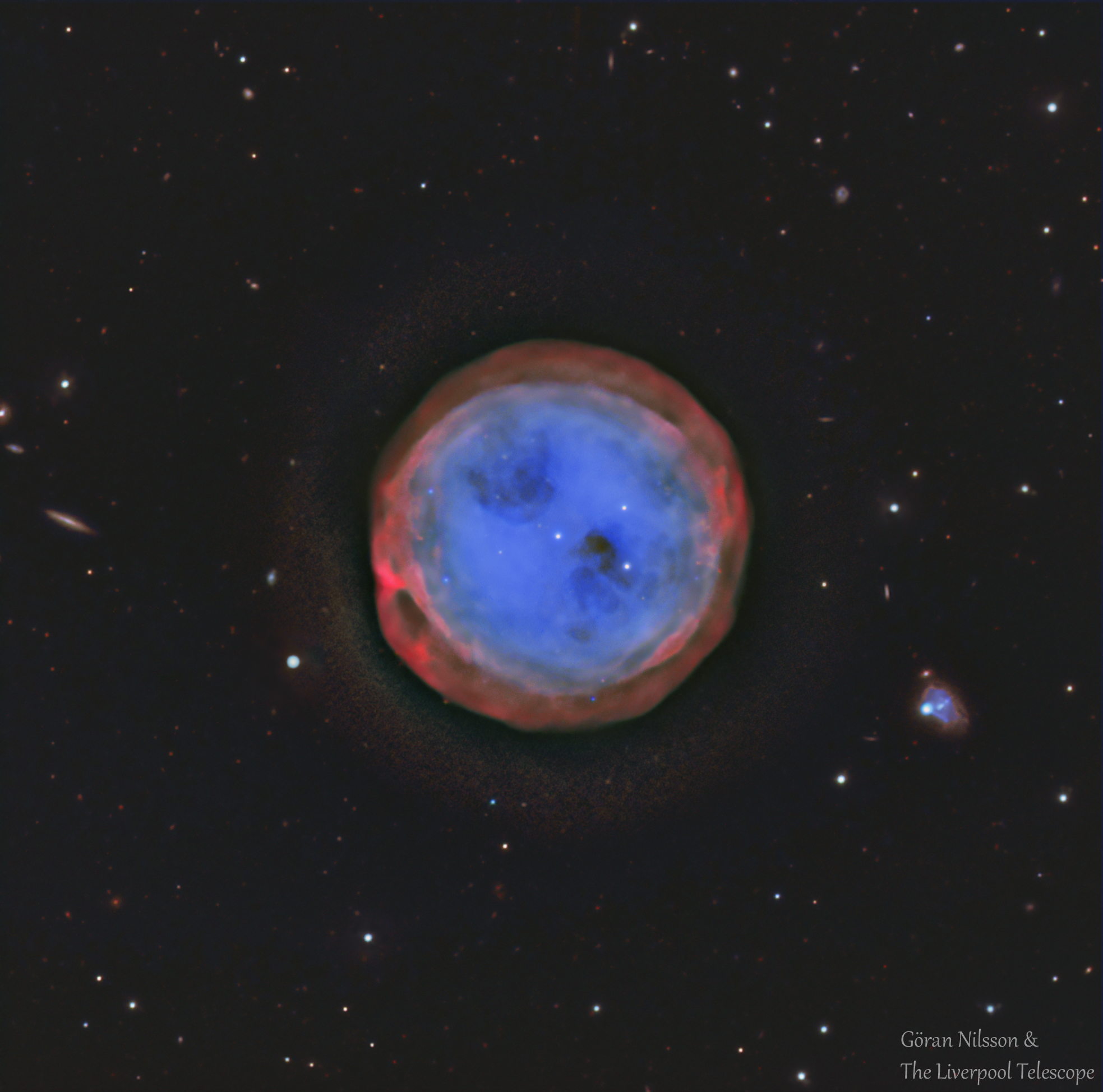
Nebulosa del Mussol o M97.

#### Galàxia del Cigar
Messier 82 o galàxia del Cigar és una galàxia espiral amb una activitat de formació d'estrelles intensa vista de costat, situada a uns 11,5 milions d'anys llum del Sistema Solar. Té una magnitud aparent de 8,41. La formació d'estrelles que es produeix al nucli de la galàxia és deu vegades més ràpida que l'activitat de formació d'estrelles en tota la Via Làctia. M82 també és aproximadament cinc vegades més brillant que la nostra galàxia. El 2005, el telescopi espacial Hubble descobrí 197 cúmuls estel·lars massius a la regió central de la galàxia. Emet un excés d'infrarojos i és la galàxia més brillant en el cel quan s'observa en llum infraroja. Es creu que la galàxia del Cigar ha tingut almenys un encontre amb la veïna Messier 81 i, com a resultat, una gran quantitat de gas ha acabat al seu nucli en els últims 200 milions d'anys. En conseqüència, l'activitat de formació d'estrelles a la galàxia s'ha incrementat deu vegades en comparació amb la majoria d'altres galàxies. Fou descoberta per Johann Elert Bode el 1774, juntament amb M81.

#### Nebulosa del Mussol
Messier 97 o Nebulosa del Mussol és una nebulosa planetària situada a uns 2 600 anys llum del Sistema Solar. Té una magnitud aparent de 9,9. Fou descoberta per l'astrònom francès Pierre Méchain (1744-1804) el 1781. Es creu que es formà fa uns 8 000 anys. Té una estrella de magnitud 16 al seu centre. Rebé el seu nom per la seva aparença d'ulls semblants als d'un mussol quan s'observa a través d'un telescopi gran.

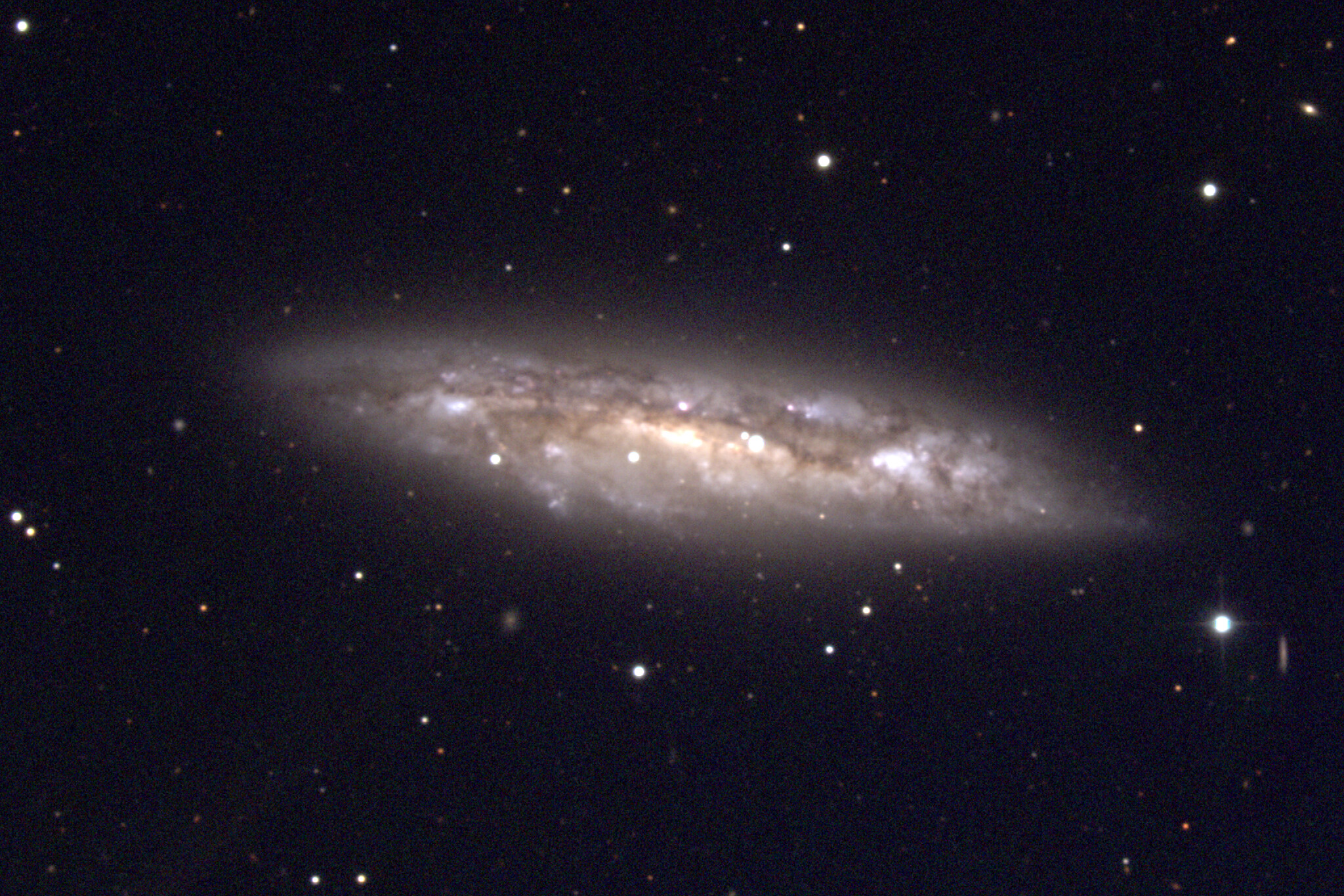
M108.

#### Galàxia del Molinet
Messier 101 o galàxia del Molinet és una galàxia espiral vista de cara. Té una magnitud aparent de 7,86 i està a uns 20,9 milions d'anys llum de distància de la Terra. Fou descoberta per Pierre Méchain el 1781 i Charles Messier posteriorment la inclogué al seu catàleg. Una supernova de tipus Ia, designada com a SN 2011fe, fou observada a la galàxia l'agost de 2011. Té un diàmetre d'uns 170 000 anys llum, la qual cosa la fa aproximadament un 70 % més gran que la Via Làctia. Conté diversos regions H II grans i brillants, plenes d'estrelles noves, brillants i calentes. Té cinc galàxies acompanyants notables: NGC 5474, NGC 5204, NGC 5477, NGC 5585 i Holmberg IV. Se sospita que la forma de la Galàxia del Molinet és el resultat de la interacció entre la galàxia i els seus acompanyants.

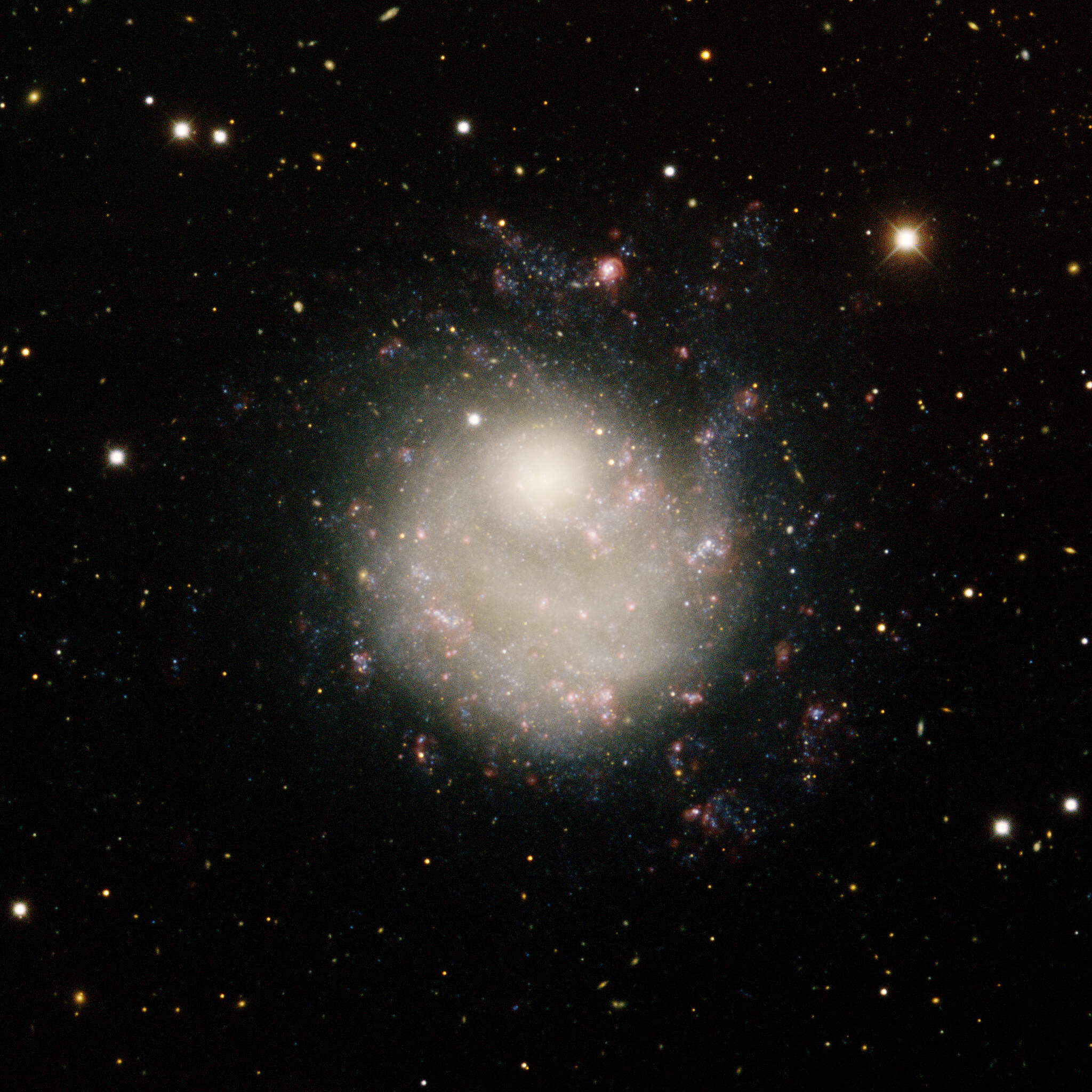
NGC 5474.

#### Messier 108
Messier 108 és una galàxia espiral barrada, descoberta per Pierre Méchain el 1781. Des de la Terra hom l'observa gairebé de perfil. És un membre aïllat del Cúmul de l'Ossa Major, un cúmul de galàxies dins del supercúmul de la Verge. M108 conté uns 290 cúmuls globulars i 83 fonts de raigs X. La galàxia té una magnitud visual de 10,7 i està aproximadament a 45 000 anys llum de distància. S'hi observà el 1969 una supernova de tipus 2, 1969B.

#### Messier 109
Messier 109 és una altra galàxia espiral barrada. Es troba al sud-est de Phecda, té una magnitud aparent de 10,6 i està a uns 83,5 milions d'anys llum de distància. Com les altres galàxies notables d'aquesta constel·lació, M109 fou descoberta per Pierre Méchain el 1781. Charles Messier la inclogué al seu catàleg dos anys més tard. El 1956 s'hi observà una supernova de tipus Ia, SN 1956A, l'única observada a M109. Té com a mínim tres galàxies satèl·lit, UGC 6923, UGC 6940 i UGC 6969.

#### NGC 5474
NGC 5474 és una galàxia nana situada prop de la galàxia del Molinet (M101), amb la qual interactua. La galàxia sovint es classifica com a galàxia espiral nana perquè mostra signes d'una estructura espiral. Com a resultat de les interaccions de marea amb M101, el disc de la galàxia està desplaçat del nucli, i també ho està la formació d'estrelles. Té una magnitud visual de 11,3 i està uns 22 milions d'anys llum del Sistema Solar.

## L'Ossa Major com a motiu artístic
L'asterisme de l'Ossa Major ha estat motiu artístic i s'ha emprat en escuts i banderes. És el cas de l'escut de la ciutat de Madrid, on es representa una ossa enfilada a una arbocera i envoltada per set estrelles de sis puntes. L'origen d'aquest escut són les set estrelles de l'Ossa Major, que en escuts antics es representaven dins una ossa. Sembla que ja fou emprat per les milícies de Madrid a la batalla de las Navas de Tolosa (1212). Amb el temps l'escut sofrí diferents transformacions fins a arribar a l'actual, on ja no hi ha dibuixat l'asterisme de l'Ossa Major.

Un altre exemple és l'escut de Suècia, on al centre apareix un escut que representa la dinastia regnant de Bernadotte. El primer Bernadotte que accedí al tron de Suècia, fou el mariscal francès Jean-Baptiste Bernadotte (1763-1844), adoptat pel darrer rei de la dinastia Holstein-Gottorp, Carles XIII de Suècia (1748-1809) que no tenia descendència legítima. En morir el rei suec, Jean-Baptiste Bernadotte pujà al tron el 1818 amb la seva esposa, Désirée Clary (1777-1860), una jove marsellesa. El seu únic fill, Òscar, seria nomenat hereu al tron i futur rei Òscar I de Suècia (1799-1859) i de Noruega.

Bandera d'Alaska.

L'Ossa Major, juntament amb l'estel del Nord, apareixen a la bandera de l'estat d'Alaska (EUA) sobre fons blau. Fou dissenyada per Benny Benson, un nin de tretze anys el 1926 i adoptada oficialment per l'estat un any després.

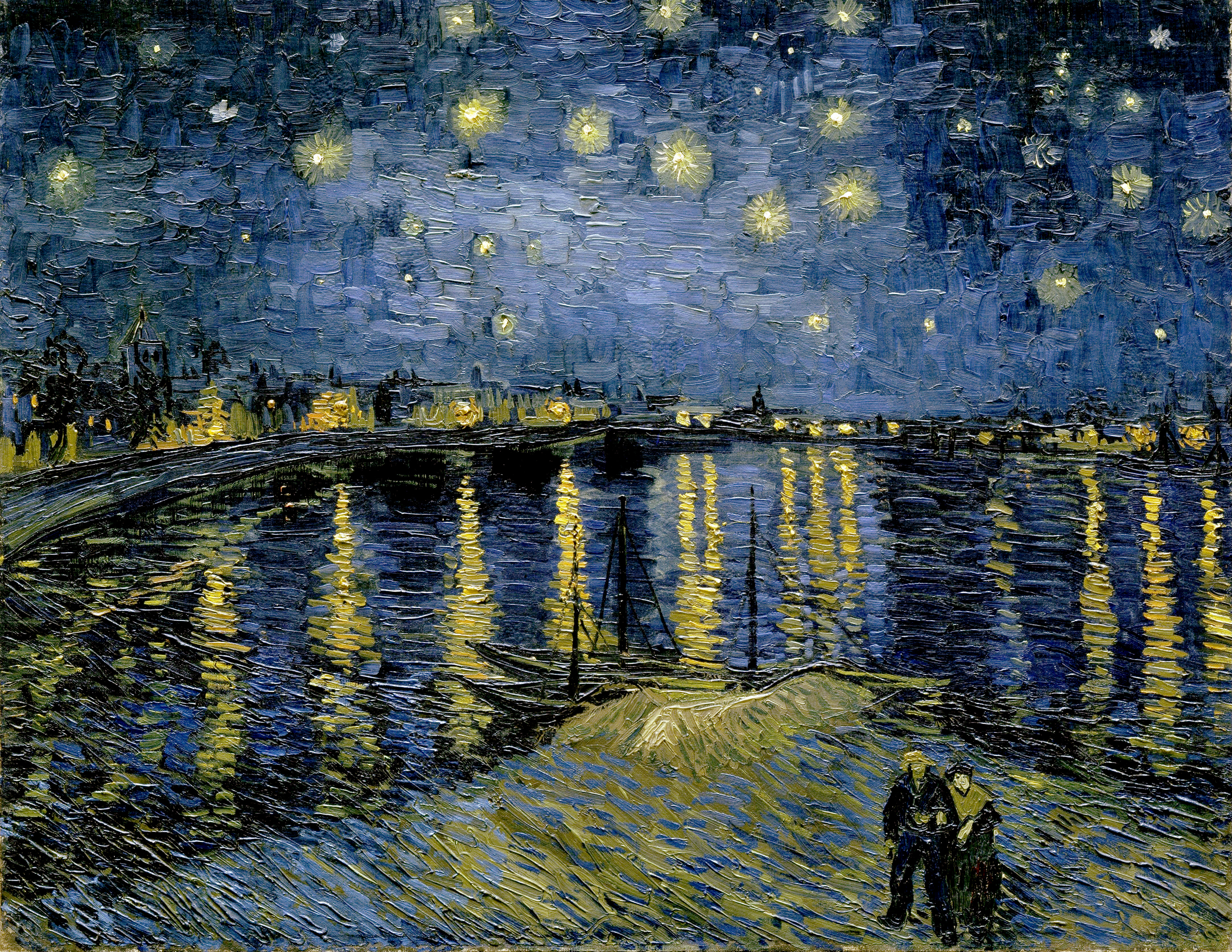
A la Nit estrellada sobre el Roine de Vincent van Gogh (1888) apareix representada l'Ossa Major.

Nit estrellada sobre el Roine (1888) és una de les moltes pintures que el pintor impressionista Vincent Van Gogh (1853-1890) pintà amb les estrelles al cel sobre Arles. Aquesta versió ofereix una vista sobre el Roine que es trobava a pocs minuts caminant de la casa de Van Gogh a la Casa Groga. Hi ha una sensació del món de la humanitat en conflicte amb les estrelles de dalt on hi són representades les set estrelles de l'Ossa Major en una posició destacada al mig del cel nocturn. Tal com assenyalà Van Gogh en una carta al seu germà sobre el quadre, les estrelles i els llums de gas de la ciutat es reflecteixen d'alguna manera. Però mentre les estrelles brillen suaument a sobre, els llums cremen amb un color taronja calent. Cal recordar que aleshores la il·luminació artificial dels pobles durant la nit era totalment nova. Poder veure als carrers a qualsevol hora hauria estat alhora estimulant i estrany.
L'artista estatunidenc Jackson Pollock (1912-1956) és autor d'un quadre titulat Reflex de l'Ossa Major, del 1947, d'estil expressionisme abstracte.